# Königskrone Spaniens
Die Königskrone Spaniens ist ein Symbol für Staatsmacht im Königreich Spanien.
Die geschlossene Königskrone ist seit König Philipp V. (1700) im Oberwappen der spanischen Könige angebracht. Sie ist seit 1981 auch Teil des spanischen Staatswappens.
Im Spanien der Neuzeit wurden Könige nicht gekrönt. Es gibt daher auch keine zeitgenössischen Porträts, auf denen sie eine Königskrone tragen. Auf offiziellen Porträts der Könige Philipp V. bis Alfons XIII. wird eine auf einem Kissen liegende mit Perlen verzierte Krone gezeigt, die der heraldischen Königskrone entspricht. Eine solch Krone gab es allerdings nicht als realen Gegenstand. Daher wurden bei offiziellen Anlässen, bei denen ein realer Gegenstand vorhanden sein sollte, eine Krone verwendet, die der Goldschmied Fernando Velasco 1775 für Karl III. anfertigte. Seit der Vereidigung des Königs Felipe VI., bei der die Krone auf einem Tisch im Parlament zu sehen war, ist diese Krone im Königlichen Palast in Madrid zu besichtigen.

Staatswappen seit 1981
Königskrone im Staatswappen seit 1981
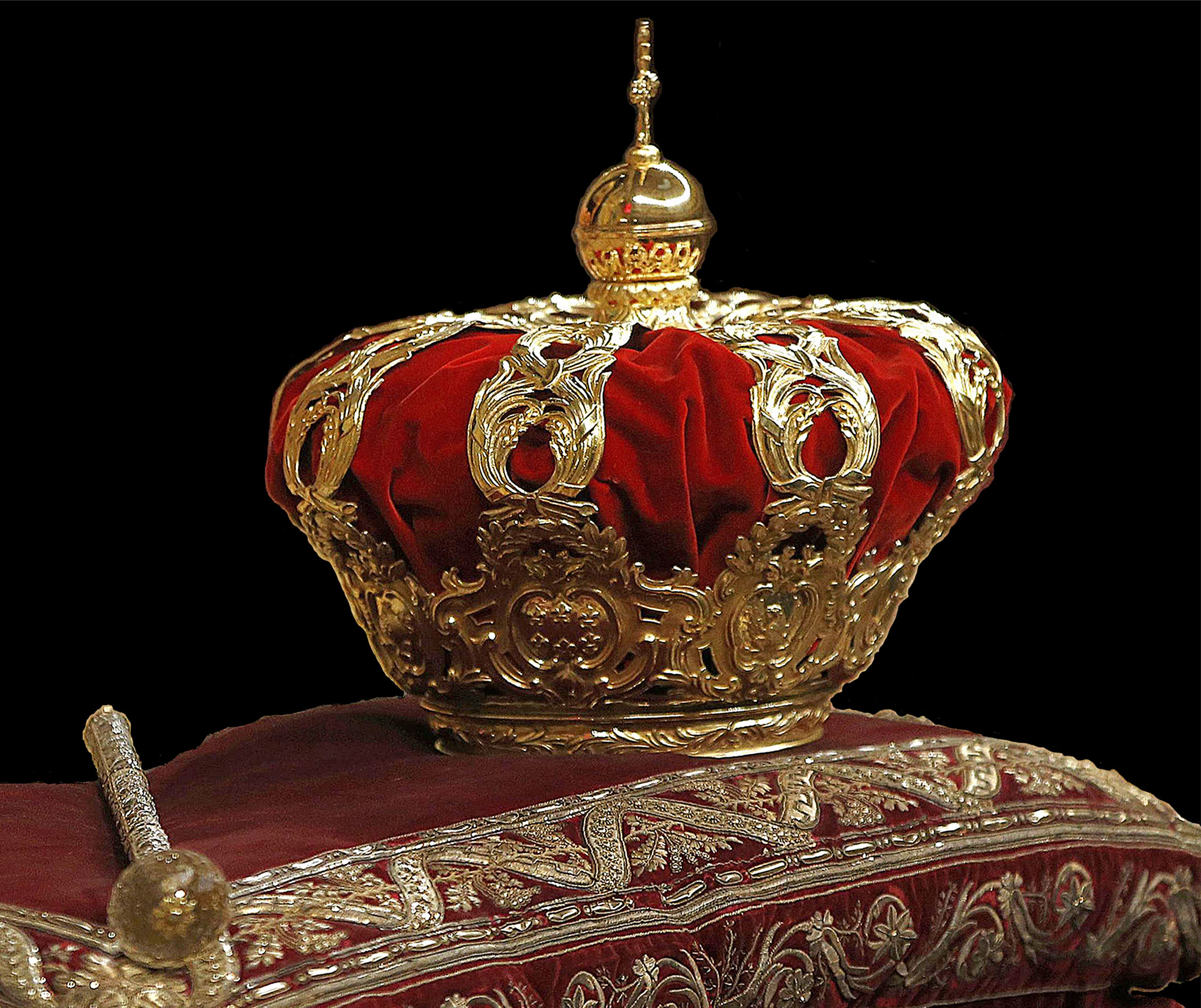
Krone, die bei offiziellen Anlässen gezeigt wird